# Gösta Löfmarck
Gustaf Emil Löfmark, känd som Gösta Löfmarck, född 6 januari 1872 i Katarina församling i Stockholm, död 1 december 1951 i Gustav Vasa församling i Stockholm, var en svensk direktör.
Gösta Löfmarck var anställd i Afrika 1890–1892, vid rikstelefonbyrån 1893–1895, elev vid statens järnvägar 1895, stationsskrivare 1898, kontorskrivare 1901, bokhållare 1905, notare 1908, trafikinspektor i Kristinehamn 1912–1913, vice verkställande direktör hos Svenska järnvägarnas arbetsgivarförening 1913–1914, byråchef vid statens järnvägar 1915, distriktschef 1918, förordnad som överdirektör 1917–1919, var verkställande direktör vid Svenska Järnvägsföreningen 1932–1939  och i Svenska järnvägarnas arbetsgivareförening 1933–1939.
Han var ordförande i Statens järnvägars tjänstgöringskommission 1911–1913, ledamot av undervisningskommissionen 1915–1918, av kommunikationsverkens lönekommission 1918–1919, ordförande i arbetstidskommittén 1919–1920, ledamot av kommunikationsverkens bostadsnämnd 1920–1922, av kommittén för Göteborgs bangårdsfråga 1921–1926, ordförande i trafiktekniska kommissionen beträffande Göteborgs hamnförhållanden 1926, ordförande i delegationen för Västergötland-Göteborgs järnvägs anslutning till Göteborgs centralstation 1928–1930.
Gösta Löfmarck var gift tre gånger, först med Gerda Hultström, med vilken han hade döttrarna Birgit (Britten) och Ulla (född 1908) och därefter 1911-1917 gift med Helmi von Schoultz (född 1889) med vilken han hade dottern Kerstin, född 1913. Från 1920 till sin död var han gift med Helmis kusin Memea "Mea" von Schoultz (född 1895), dotter till fabrikören Otto von Schoultz och Anna Westerlund. Genom dottern Ulla blev Löfmarck svärfar till redaktören Gösta Tranströmer och morfar till Britten Lagerkvist Tranströmer och Göran Löfmarck Tranströmer.